# 大阪陸軍幼年学校
大阪陸軍幼年学校（おおさかりくぐんようねんがっこう）は、幼少時から幹部将校候補を養成するため大阪に設けられた大日本帝国陸軍の全寮制の教育機関（軍学校）。卒業生は陸軍中央幼年学校、のちに陸軍予科士官学校へ進んだ。当初は大阪陸軍地方幼年学校と称した。

## 概要
1896年（明治29年）5月に陸軍幼年学校条例（明治26年勅令第234号）が廃止され、代わって陸軍中央幼年学校条例（明治29年勅令第212号）及び 陸軍地方幼年学校条例（明治29年勅令第213号）が制定された。これに基づき、東京に陸軍中央幼年学校が置かれ、その下級学校として大阪に大阪陸軍地方幼年学校が設置された。そのほか、東京、仙台、名古屋、広島、熊本にも陸軍地方幼年学校が設立された。
1898年（明治31年）2月21日、学校は大阪市東区大手前之町5番地（現在の同市中央区大手前）に新築された校舎に移転した。生徒数は約50名で、13歳から16歳で入校し3年間の教育が行われた。学費は陸海軍の士官子息は半額であり、戦死者遺児は免除とされていた。また、制服の襟に金星のマークがつけられたことから「星の生徒」と呼ばれた。
卒業生は中央幼年学校に進み2年間の教育を受けた。中央幼年学校卒業後は士官候補生となり、各部隊で下士兵卒の勤務（隊附勤務）を六箇月間ほど務め、陸軍士官学校に進んだ。
1920年（大正9年）8月、陸軍幼年学校令（大正9年勅令第237号）が制定され、大阪陸軍幼年学校と改称した。しかし、1922年（大正11年）のワシントン海軍軍縮条約に代表される世界的軍縮傾向のなか、同年3月31日に廃止となった。
1936年（昭和11年）4月、日中関係が悪化しつつあるなか広島幼年学校が復活。次いで仙台幼年学校、熊本幼年学校と復活し、1940年（昭和15年）3月、大阪幼年学校も復活した。校地を楠木正成の居城近くの南河内郡千代田村大字木戸（現在の河内長野市木戸東町）に移し、同年（皇紀2600年）4月1日に44期生150名が入校した。採用生徒数の定員は50名であったが戦時中は増員された。入校年齢は13歳から15歳までで、3年間の教育を受け、卒業後は陸軍予科士官学校に無試験で入学した。
太平洋戦争の敗戦に伴い廃止され、解散した。
校地は、現在、大阪南医療センターと長野北高等学校になっている。

## 歴代校長
大阪陸軍地方幼年学校
- 八木下純 歩兵大尉：1897年5月1日 - 1901年11月3日
- 丹羽剛 歩兵少佐：1901年11月3日 - 1904年4月8日
- 陶山操 歩兵少佐：1904年4月8日 -
- 岩崎初太郎 歩兵少佐：1904年8月19日 - 1907年11月13日
- 津田次郎 歩兵少佐：1907年11月13日 - 1912年3月16日
- 村手彦増 歩兵少佐：1912年3月16日 - 1913年11月15日
- 大野虎六 歩兵大尉：1913年11月15日 - 1915年8月10日
- 松田元武 歩兵少佐：1915年8月10日 - 1920年8月10日

大阪陸軍幼年学校（第一次）
- 松田元武 大佐：1920年8月10日 - 1922年3月31日廃止

大阪陸軍幼年学校（第二次）
- 林芳太郎 少将：1940年3月9日 -
- 田坂八十八 大佐：1941年3月1日 -
- 斎藤春麿 大佐：1943年3月1日 - 1945年2月2日
- 大野宣明 予備役少将：1945年2月22日 -